# Lothar Mittag
Lothar Mittag (* 1956 in Stendal) ist ein deutscher Restaurator und Autor.

## Leben

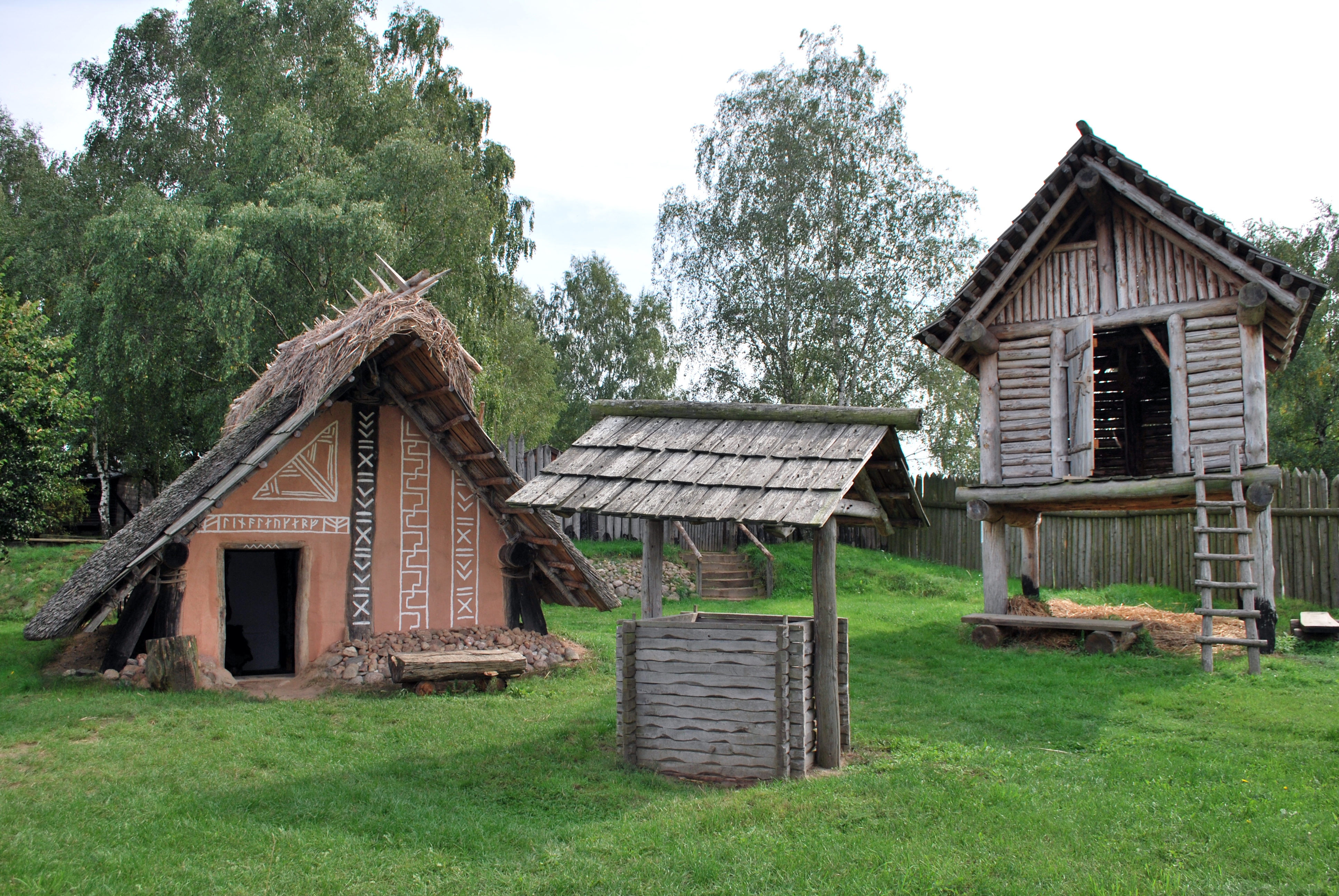
Die Langobardenwerkstatt Zethlingen

Mittag machte zuerst eine Ausbildung zum Chemiefacharbeiter und absolvierte ab 1988 bis 1992 ein Fernstudium an der Fachhochschule für Technik und Wirtschaft in Berlin, das er als Diplom-Restaurator für archäologische Ausgrabungen abschloss. Seit 1987 ist er im Johann-Friedrich-Danneil-Museum in Salzwedel tätig und dort verantwortlich für die ur- und frühgeschichtliche Sammlung des Museums und für das Freilichtmuseum Langobardenwerkstatt Zethlingen, das er leitet.

## Schriften
- mit Eva-Maria Mittag: Langobardenwerkstatt Zethlingen. Ein Rundgang. Museen des Altmarkkreises Salzwedel – Johann-Friedrich-Danneil-Museum, Salzwedel 2001
- mit Hartmut Bock und Barbara Fritsch: Großsteingräber der Altmark. Landesamt für Denkmalpflege und Archäologie Sachsen-Anhalt und Landesmuseum für Vorgeschichte, Halle (Saale) 2006, ISBN 3-939414-03-4.
- Sagenhafte Steine. Großsteingräber, besondere Steine und Steinkreuze in der altmärkischen Sagenwelt (= Schriften zur Regionalgeschichte der Museen des Altmarkkreises Salzwedel. 5). Akanthus, Spröda 2006, ISBN 3-00-020624-8.
- Schätze der Bronzezeit. Archäologische Kostbarkeiten aus der Altmark (= Schriften zur Regionalgeschichte der Museen des Altmarkkreises Salzwedel. 14). Initia Medien und Verlag UG, Uelzen 2018, ISBN 978-3-947379-03-3.